# 馬背岩
馬背岩（うまのせいわ）は、愛知県新城市豊岡字中杉上の鳳来峡にある、国の天然記念物に指定された安山岩の岩脈である。鳳来峡は愛知県東部を流れ三河湾に注ぐ豊川水系の上流部にあたる、宇連川（うれがわ）に形成された長さ約5キロメートルほどの峡谷で、国の天然記念物に指定された馬背岩はこの宇連川の河床に露出した岩脈である。
宇連川の河床の中心線に沿って垂直に盛り上がった状態で直線状に露出しており、岩脈の形状がウマの背中や、たてがみに似ていることから「馬背（うまのせ）岩」と呼ばれている。岩脈の規模としては比較的小規模なものであるが、両側を凝灰岩に挟まれた安山岩の岩脈の状態が、きわめて明瞭な形で観察することができ、一般的にイメージされる岩脈の典型的な外観を持つ優れたものであるとして、1934年（昭和9年）5月1日に国の天然記念物に指定された。

## 解説

### 馬背岩の成り立ち

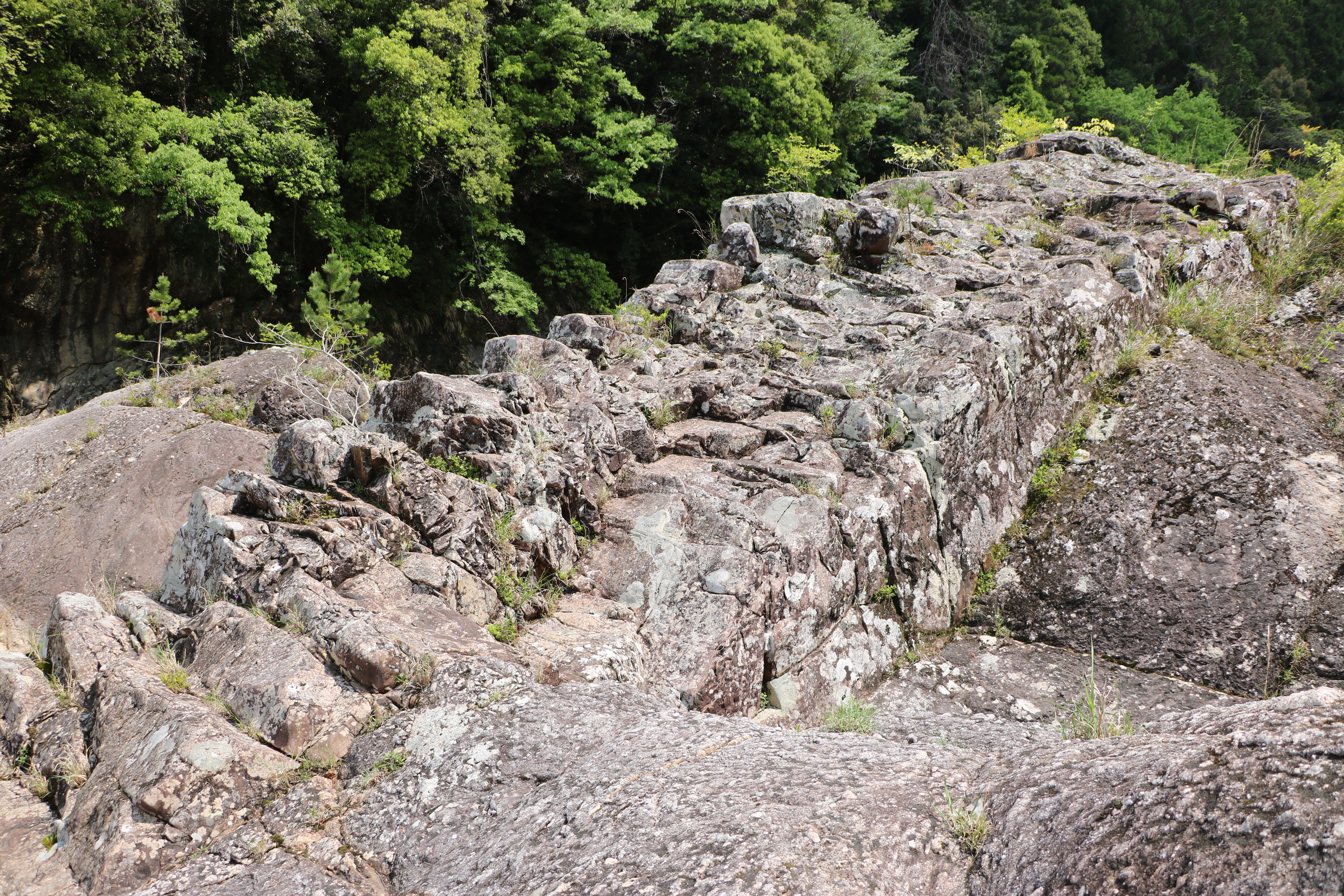
馬背岩の上面。柱状節理が発達している。2022年4月20日撮影。

馬背岩のある鳳来峡は愛知県東部の新城市北東の山間部にあり、2005年（平成17年）に新城市に編入されるまでは同県南設楽郡鳳来町と呼ばれてた場所で、周辺は天竜奥三河国定公園のエリアに含まれる自然豊かな一帯である。馬背岩として国の天然記念物に指定されているのは宇連川（うれがわ）の河床にある巨岩で、東海旅客鉄道（JR東海）飯田線湯谷温泉駅から約400メートルほど南に位置している。馬背岩のある場所は湯谷温泉の中央部に位置しており、河床の馬背岩の岩脈から上流方向には大型旅館の建物が見え、周辺は遊歩道や歩行者用の橋などが整備され、宿泊者や温泉利用客が散策する場所にもなっている。
宇連川は一級河川豊川の上流部の支流にあたる河川で、上流部には同じく国の天然記念物に指定された乳岩および乳岩峡や、火山灰の溶解でできたガラス質の松脂岩が天然記念物の指定要因となっている鳳来寺山、さらに少し下流の宇連川に注ぐ阿寺川には、国の天然記念物であり日本の滝100選の一つでもある阿寺の七滝があるなど、宇連川の流域の旧鳳来町には地質鉱物関連の国の天然記念物が複数点在している。
この宇連川流域一帯の奥三河地域の主要な地質は、約1500万年前の第三紀中新世に起こった大規模な火山活動によってつくられた凝灰角礫岩で構成されているが、火山活動の末期に起きた断層運動により、湯谷温泉付近の南北約4キロメートルほどの幅の範囲に多数の南北方向の割れ目を生じさせ、そこへ安山岩質のマグマが入り込んで顕著な岩脈群地帯が形成された。この岩脈群地帯の一部が宇連川の水流による河食作用を受け削られたが、安山岩の岩脈部分は周囲の凝灰角礫岩より硬いため、河食に耐えて残存し露出したものが馬背岩である。
形状が優れた岩脈であるとして1934年（昭和9年）5月1日に国の天然記念物に指定されたが、指定当時はこの岩脈を流紋岩であるとしており、天然記念物指定石碑と並んで現地に設置された石板に彫られた解説文には次のように記されている。

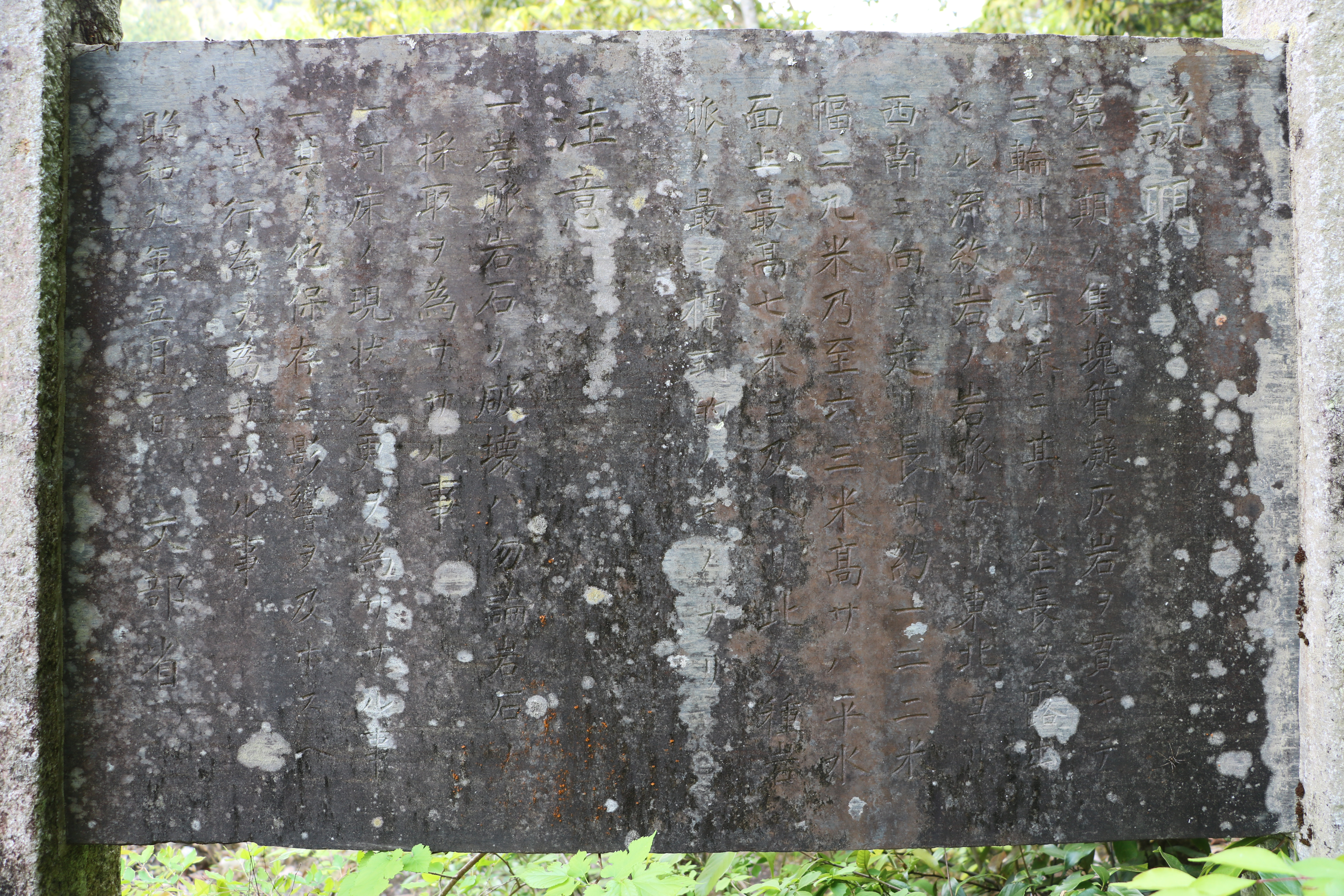
1934年（昭和9年）に設置された馬背岩の解説石板。流紋岩の記述が残る。2022年4月20日撮影。

このように安山岩ではなく流紋岩と記されており、1971年（昭和46年）に発行された文化庁文化財保護部監修の『天然記念物辞典』でも流紋岩とされているが、その後の調査によってこの岩脈は安山岩であることが判明している。この中にある三輪川（みわがわ）とは今日の宇連川のことで、馬背岩付近より上流は、川底に見える岩盤の様子が板を並べて敷いたように見えることから地元では板敷川（いたじきがわ）とも呼んでいる。
馬背岩の長さは122メートル、幅は2.9メートルから6.3メートル、高さ約7メートル、川の中央部をほぼ南北に岩脈を追跡することができ、北端で尖滅（せんめつ）している様子も確認できる 。この岩脈の色は本来は黒色であったと考えられるが今日では灰白色に変質している。岩脈にはマグマが冷えて体積が縮むことで出来る柱状節理が発達しており特に垂直方向に顕著である。また「馬の背中」に該当する岩脈の上面は、同じく柱状節理によって出来た割れ目により階段状になっており、側面側の断面は五角形または六角形をしている。

### 名号池の伝承

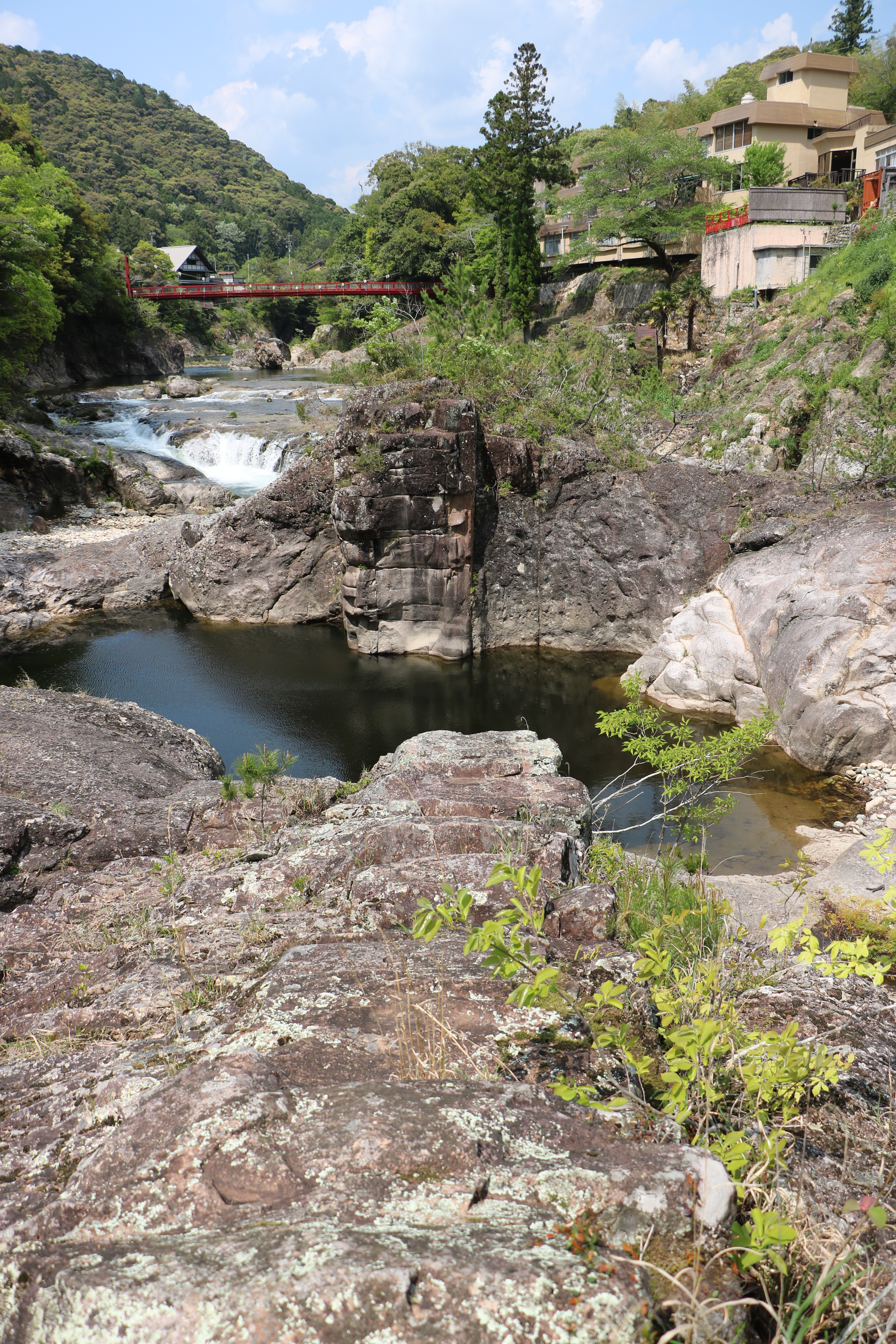
名号池と馬背岩。手前から馬背岩の岩脈が伸び、名号池で一旦途切れ、池の北面から垂直に切り立った岩脈が再び露出している。2022年4月20日撮影。

岩脈の中間付近の宇連川の真中には名号池（みょうごういけ）と呼ばれる、東西約15メートル、南北約13メートルほどの池があるが、これは宇連川の水流が作った巨大な甌穴（ポットホール）である。この池の名称に冠された「名号（みょうごう）」とは、ここより少し上流方面にある地名であるが、元々「名号」とは仏や菩薩の称号を意味する仏教用語であり、この池の名前や地名の由来として地元では次のような伝承が残されている。
今から1200年ほど前、馬背岩の少し上流にある村の酒屋に、一人の上品な旅の僧が一夜の宿を頼みに訪れ、親切な酒屋のお婆さんは快く泊めてあげた。寝る前にお婆さんは一夜の宿の記念に、何か書いてほしいと旅の僧へお願いしたものの、翌朝その僧はそのことを忘れてしまい出立してしまった。そのことに気付いたお婆さんは、旅の僧のあとを追いかけていき、今日の湯谷温泉のあたりで追いついた。約束を忘れていたことに気付いた旅の僧は、お婆さんと川の畔まで降り、そこで約束通り書き物をしようとしたが、急いで追いかけたお婆さんは紙を持参してくるのを忘れてしまったため、とっさの思い付きで頭に被っていた白い手拭いを差しだすと、旅の僧は懐中から筆と墨を取り出し、手拭いにすらすら文字を書くと不思議なことに、河畔の池の北側に直立する岩壁に六字名号「南無阿弥陀仏」の文字が写し刻まれ、驚いたお婆さんは旅の僧に「あなた様のお名前は」と尋ねると、旅の僧は微笑みながら、私は空海（弘法大師）であると言い残して旅立って行ったという。このことがあってから、この老婆の住む村は名号村（後の八名郡七郷村 (愛知県) 、現、新城市名号）と名付けられ、この池は名号池と呼ばれるようになったと言い伝えられている。
この時に空海が書いた手拭いの布は、その後高野山の寺へ納められ、名号の人々が高野山へ参拝に行った時には、この布を特別に拝観させてもらっていたという。また、名号地区で田植えを行うと、この名号池の水面が濁ると言われ、濁った水面の反射で映し出された池の北側岩壁の節理に「南無阿弥陀仏」の文字のようなものが浮かび上がると言われている。

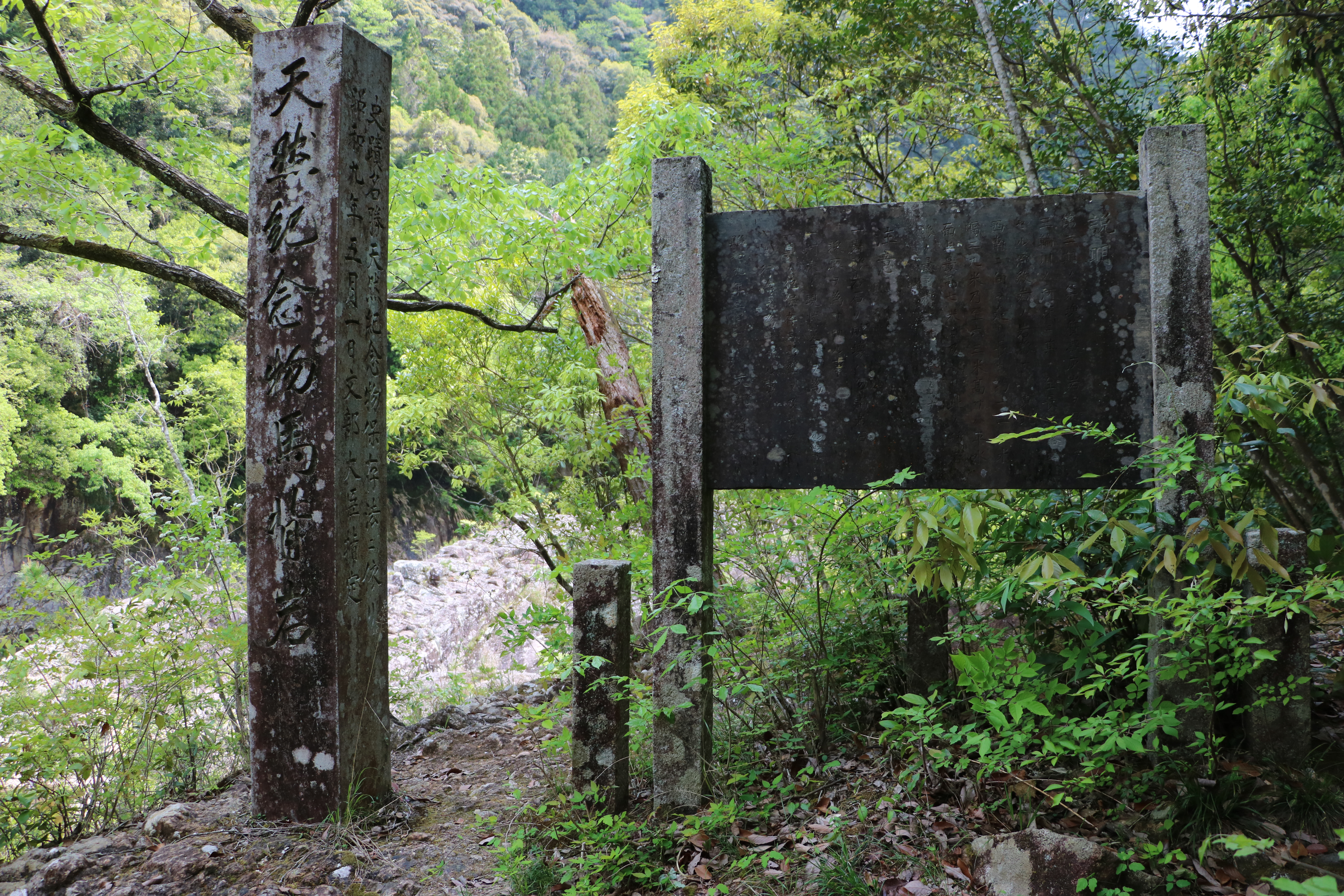
国指定天然記念物石碑と解説した石板。いずれも指定時の1934年（昭和9年）に設置されたもの。
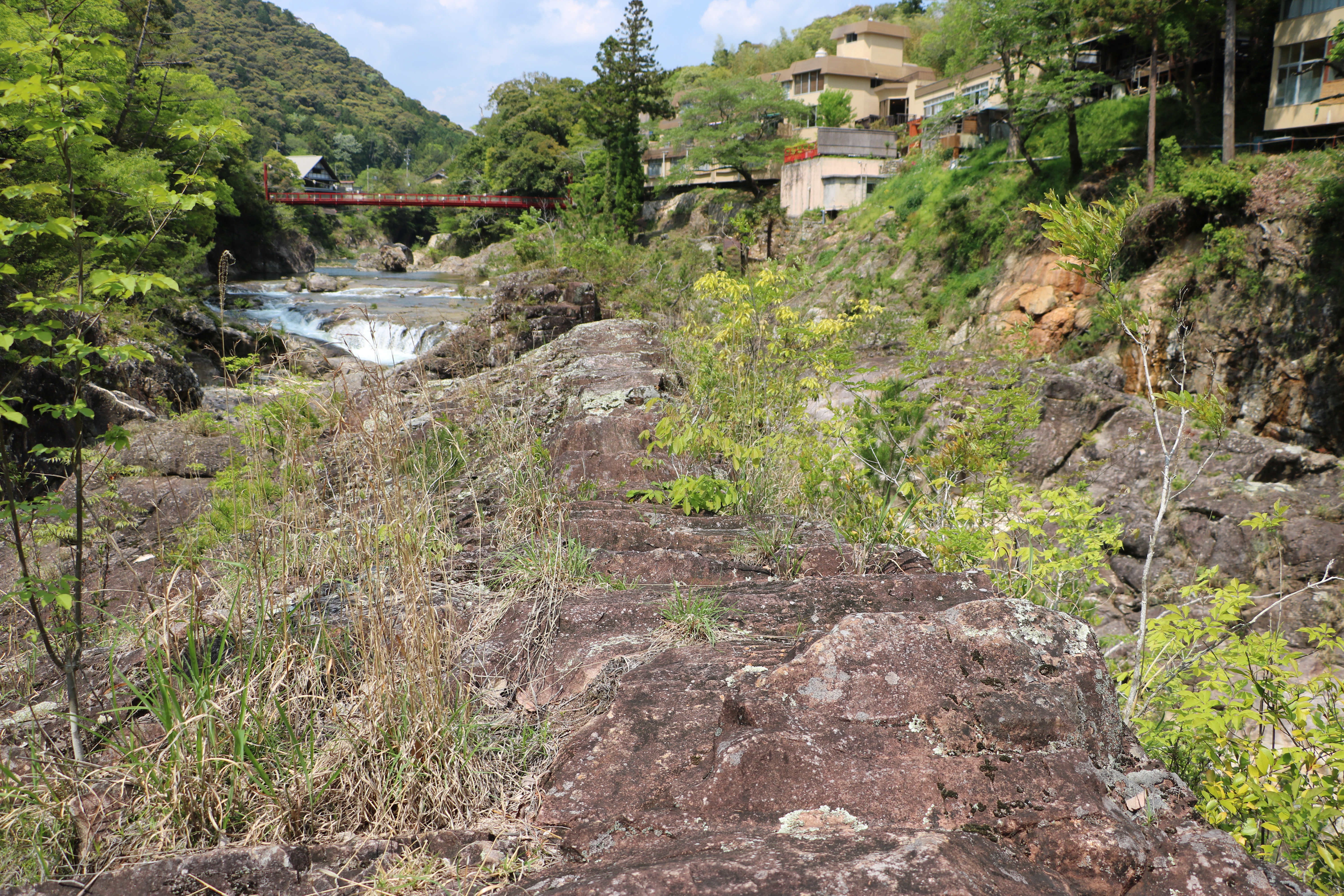
馬背岩の上面から北方向。湯谷温泉の大型旅館が並ぶ。
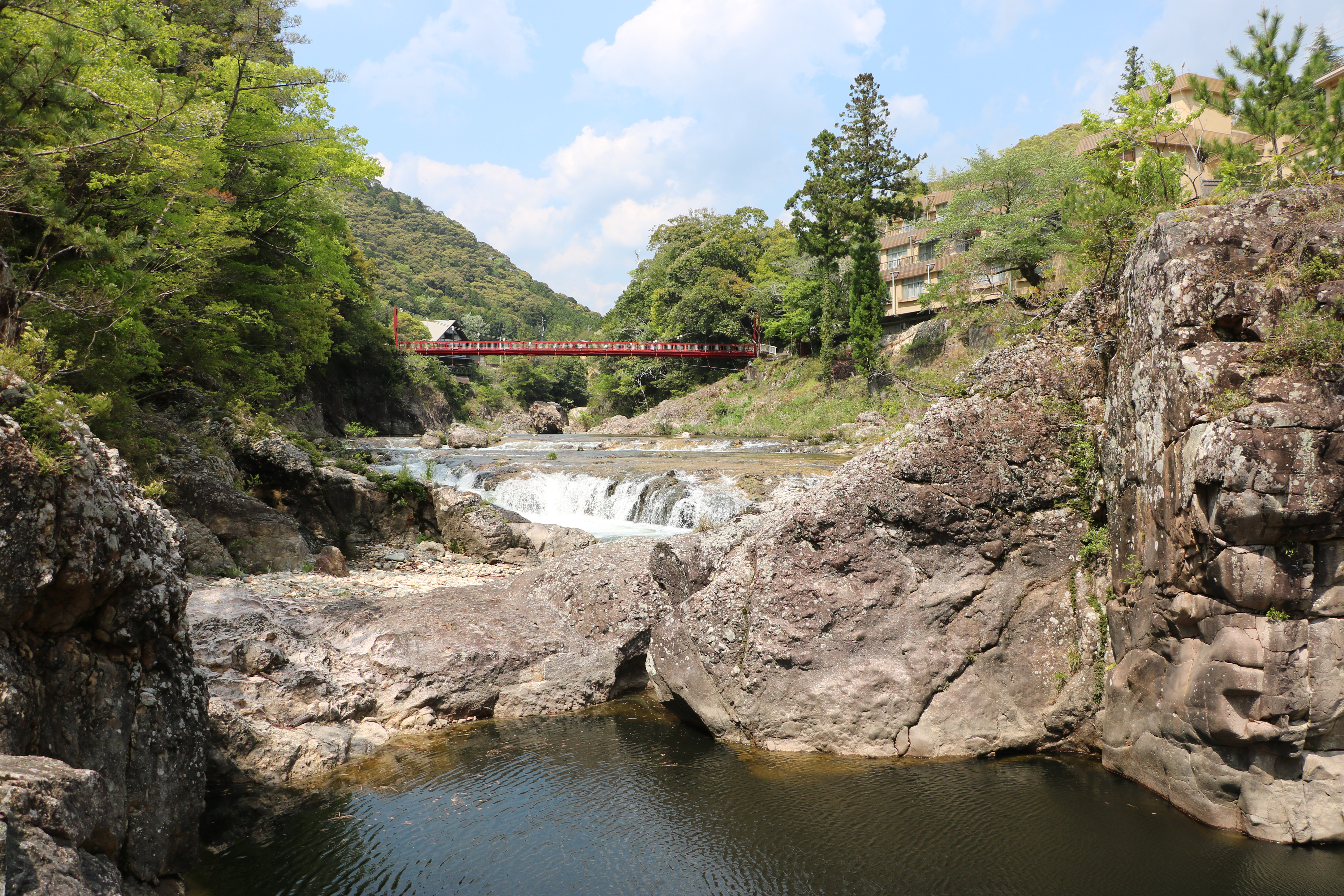
名号池と馬背岩（画像右）、正面の赤い橋は宇連川に架かる歩行者専用橋の浮石橋。

## 交通アクセス
所在地
- 愛知県新城市豊岡字中杉上（宇連川河床）[10]。

交通
- 東海旅客鉄道（JR東海）飯田線湯谷温泉駅下車、徒歩約5分[10]。
- 新東名高速道路新城インターチェンジより国道151号線経由、約10.5キロメートル、車で約16分[10]。